# Kendall Schmidt
Kendall Francis Schmidt je americký zpěvák, herec a textař. Narodil se 2. listopadu 1990. Od roku 2009 je členem skupiny Big Time Rush a Heffron Drive (tuhle kapelu s ním tvoří jeho nejlepší kamarád Dustin Belt, který zároveň je s ním i v kapele BTR).

## Životopis
Kendall Schmidt se narodil ve Wichitě v Kansasu Kentu a Kathy Schmidtovým. Je nejmladší ze 3 bratrů. Jeho bratři se jmenují: Kevin a Kenneth. Kendall nejprve hrál. K hraní se dostal díky jeho bratrovi, který se chtěl stát hercem a pravidelně někde vystupoval. Jeho rodina se přestěhovala do Kalifornie a Kendall začal nejen hrát, ale i zpívat.

## Kariéra
V roce 2009 se stal členem skupiny Big Time Rush. V Columbia Records nahráli několik písní, a některé Kendall sám napsal, jako například:Cover Girl, You're Not Alone.
Se skupinou vydali 3 alba: BTR,Elevate a 24/Seven. Kendall se svou druhou kapelou Heffron Drive vydal 9.9.14 desku Happy Mistakes,ze které pochází i první singl Parallel. Heffron Drive jeli turné po Americe, které se jmenovalo stejně jako album Happy Mistakes. V prosinci HD v rámci Happy Mistakes Tour mají i pár zastávek v Anglii. Heffron Drive také vydají akustické album. Kendall oznámil, že 24.11. vydá nový vánoční singl, který se bude jmenovat "Blame it on Mistletoe". 28.4.2015 jeho kapele Heffron Drive vyjde akustické album s názvem "Happy Mistakes: Unplugged", na kterém bude 10 písniček.